# Санта-Марія-ін-Арачелі
Санта-Марія-ін-Арачелі (італ. Santa Maria in Aracoeli, Церква святої Марії на небесному вівтарі) — церква діви Марії, що знаходиться на вершині Капітолійського пагорба в Римі. Через своє центральне місця розташування відігравала виняткову роль у житті середньовічного Риму.

## Історія
На місці сьогоднішньої базиліки в античні часи стояв храм богині Юнони Монети («Монета» в перекладі з латині означає «застерігає» або «радниця»). На території храму карбувалися римські гроші, які і стали називати по імені Юнони Монети — монетами. З латині це слово було запозичене багатьма мовами, включаючи англійську (англ. «Money» гроші), а також польську, звідки згодом воно перейшло і в українську мову.
З цим храмом пов'язана ще одна відома легенда, що дійшла до нас завдяки книзі римського історика Тита Лівія «Історія від заснування міста» («Ab urbe condita»)  [Архівовано 21 серпня 2016 у Wayback Machine.]. Це історія про те, як «гуси врятували Рим». У храмі Юнони римляни здійснювали жертвопринесення богині, причому жертовними тваринами були за традицією домашні гуси, яких розводили і утримували на території храму. Згідно з легендою, у 390 році до н. е. галли Бренна під покровом ночі оточили Капітолійську фортеця і спробували захопити її, забравшись по прямовисній стіні. Захисники фортеці міцно спали, собаки теж нічого не відчули. Однак стривожені священні гуси храму Юнони голосно зареготали і розбудили начальника фортеці Марка Манлія, який підняв тривогу. Так римляни змогли скинути нападників вниз і дати відсіч галлам. Після християнізації, приблизно з VII і аж до IX століття, тут розташовувався монастир, що тримався грецького обряду.
Нинішній храм був складений з уламків античних будівель бернардинцями і францисканцями. У розпал Чорної смерті у XIV столітті народний трибун Кола ді Рієнцо урочисто відкрив монументальні сходи з 124 сходинок, що ведуть до храму. Серед скарбів Капітолійської базиліки — мощі св. Олени, надгробок папи Гонорія IV, усипальні різних аристократичних родин Риму з надгробками роботи, в тому числі Донателло і Мікеланджело, а також цикл фресок пензля Пінтуріккйо.

## Титулярна церква
Церква Санта-Марія-ін-Арачелі є титулярною церквою, кардиналом-священиком з титулом церкви Санта Марія ін Арачелі  з 21 лютого 1998 року, є італійський кардинал Сальваторе Де Джорджі.

## Галерея

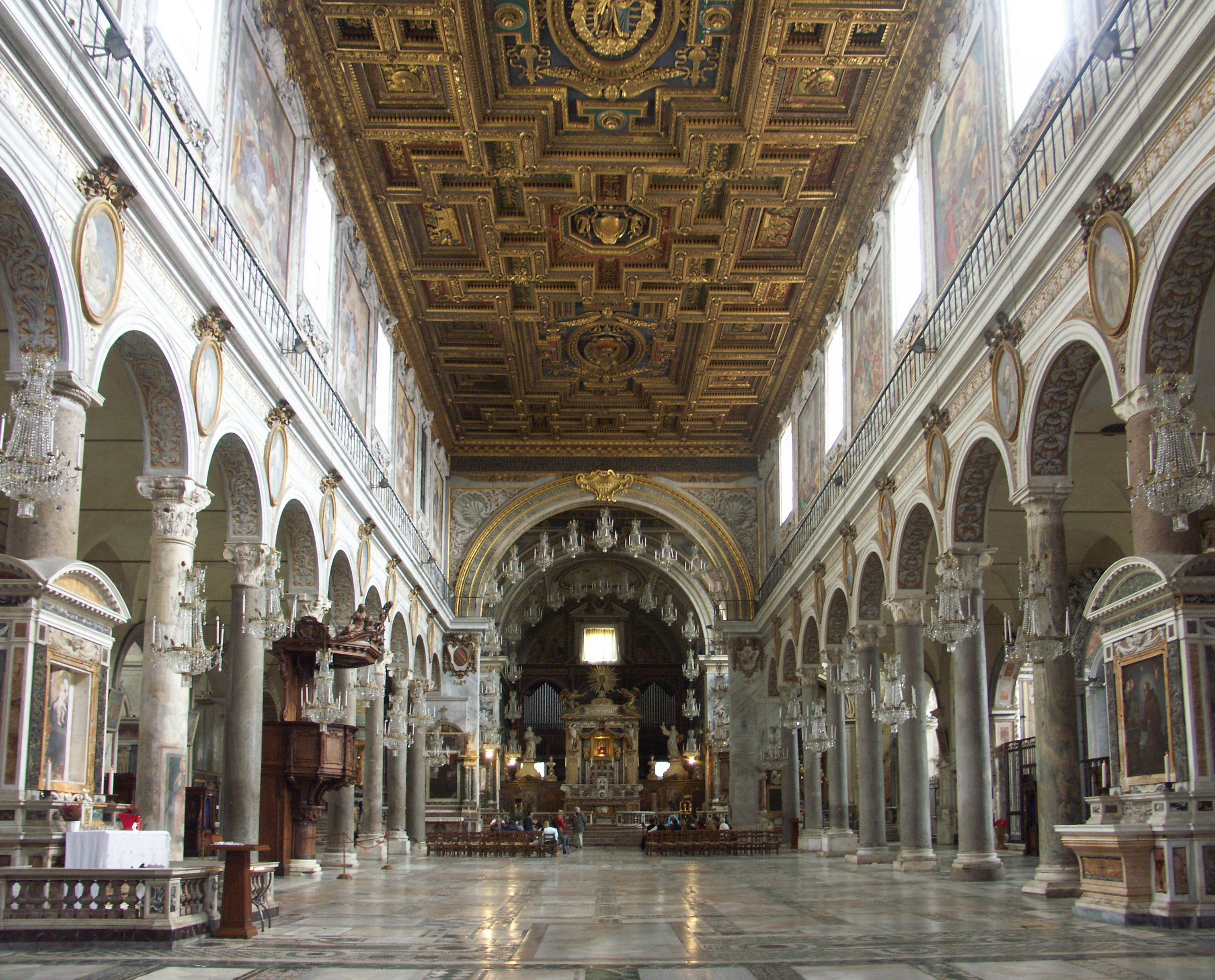
Інтер'єр
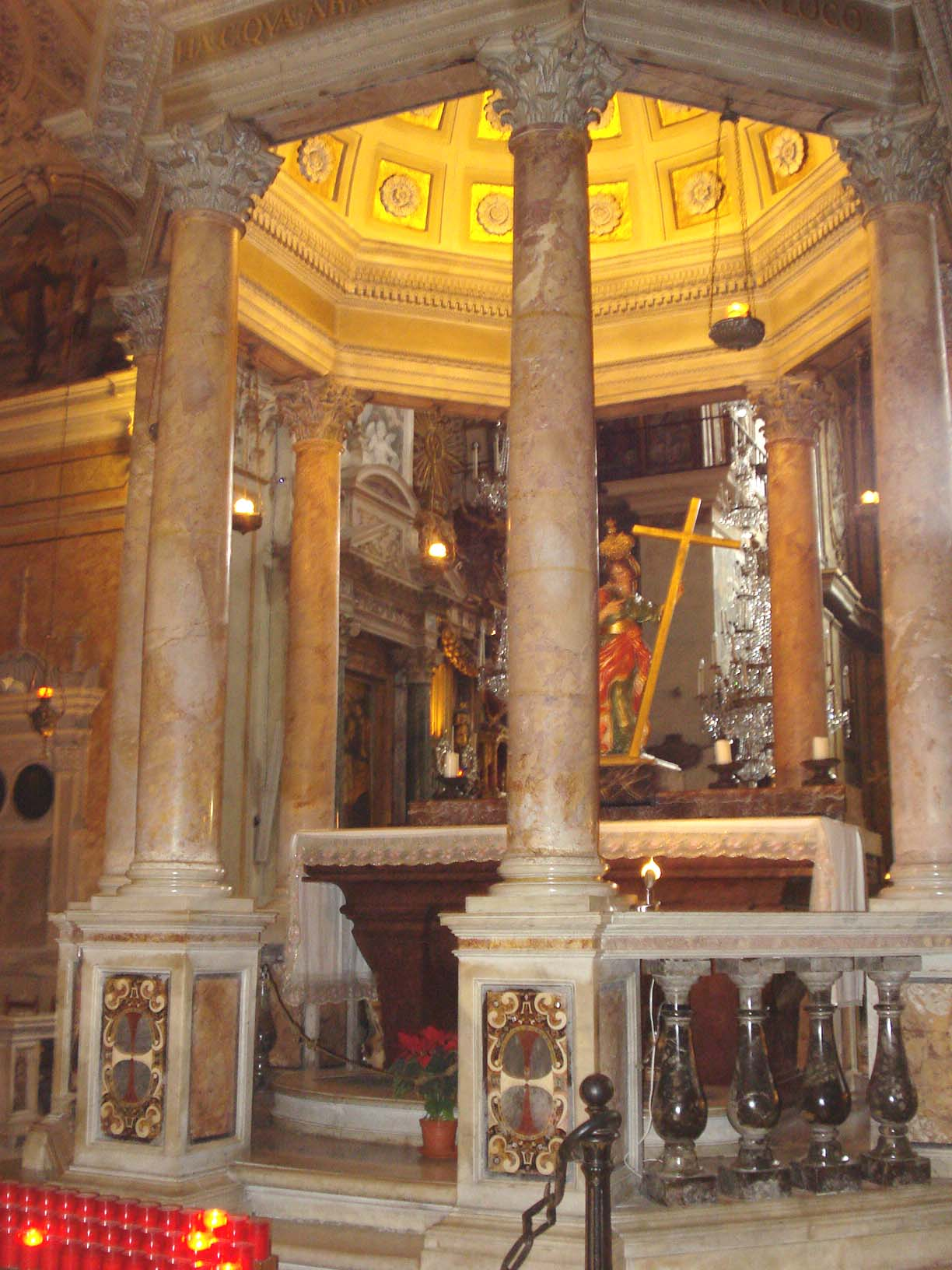
Вівтар св. Олени
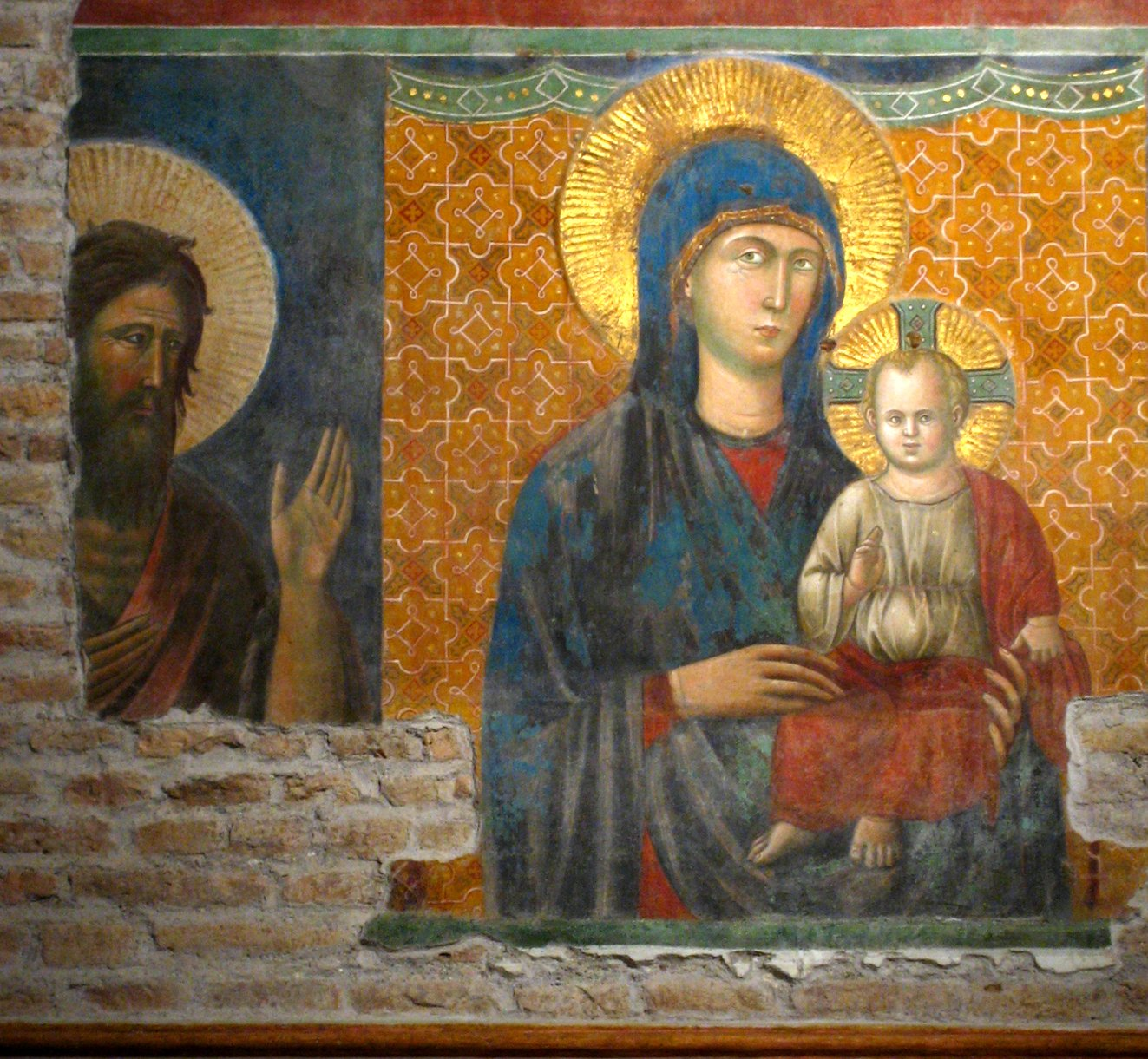
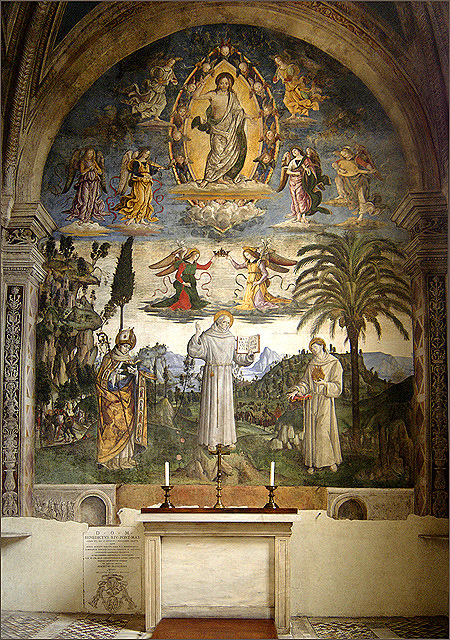
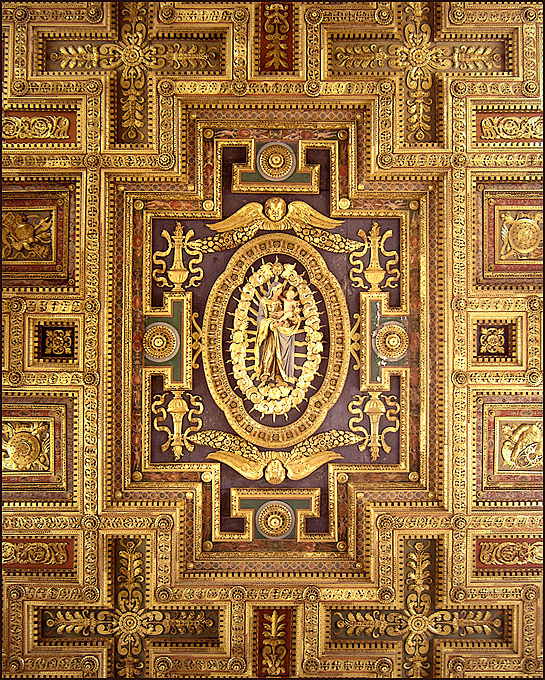
Стеля
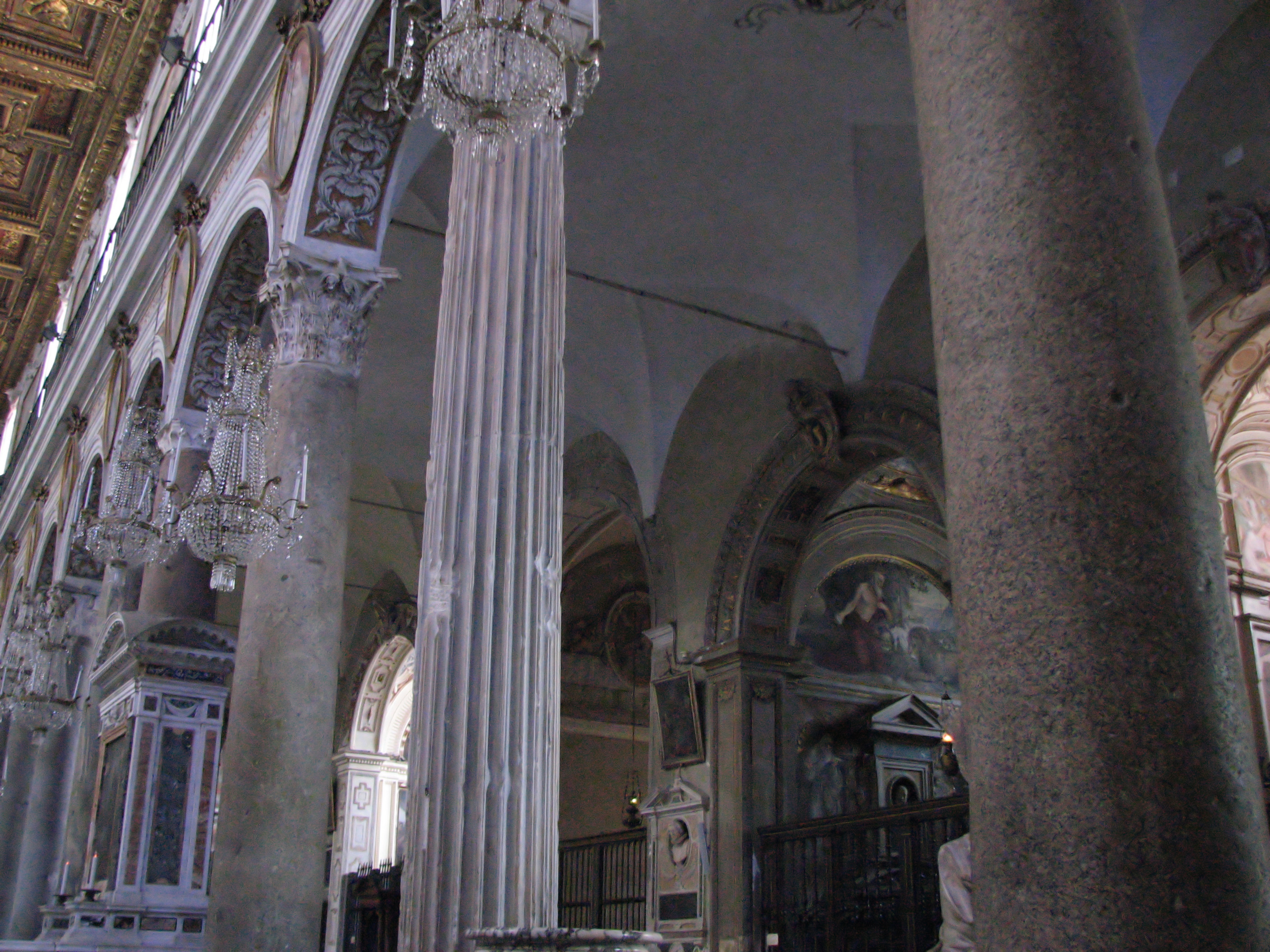
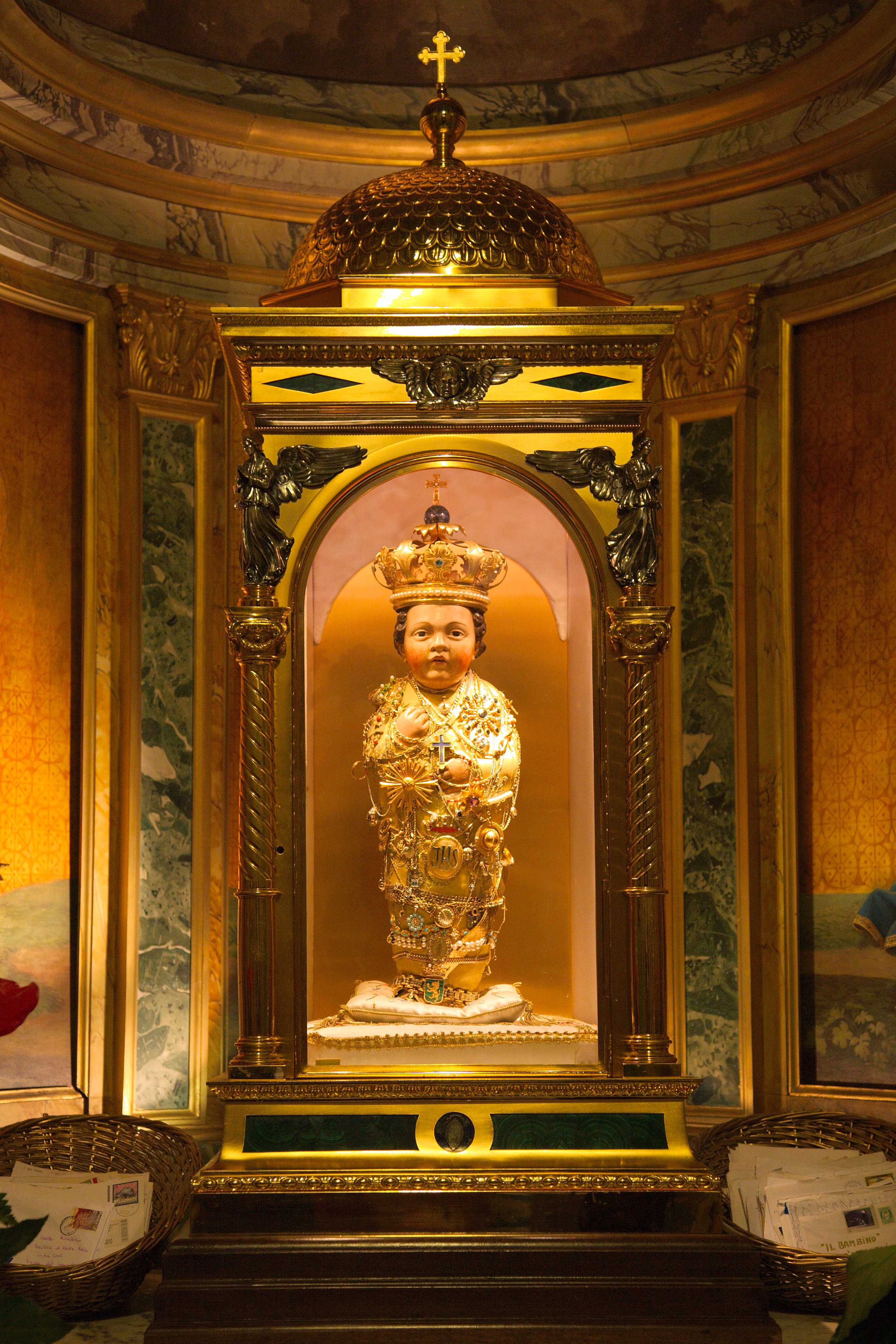
Свята дитина
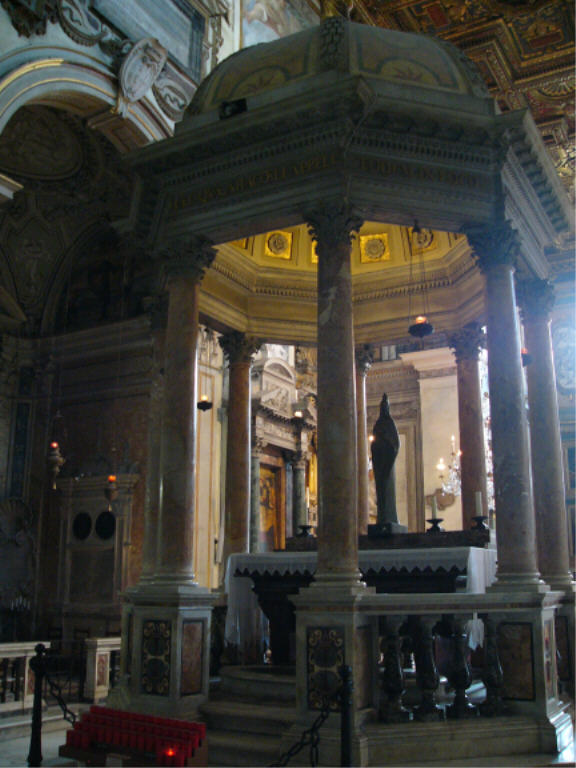
Вівтар